# Малая Булгакова
Малая Булгакова — деревня в Орловской области России.
В рамках административно-территориального устройства входит в Платоновский сельсовет Орловского района, в рамках организации местного самоуправления — в Орловский муниципальный округ.

## География
Расположена на северо-восточной окраине города Орла. На юге примыкает к деревне Хардиково.

## Население
| 2002 | 2010 |
| ---- | ---- |
| 215  | ↗230 |

Согласно результатам переписи 2002 года, в национальной структуре населения русские составляли 99 % от жителей.

## История
С 2004 до 2021 гг. в рамках организации местного самоуправления деревня входила в Платоновское сельское поселение, упразднённое вместе с преобразованием муниципального района со всеми другими поселениями путём их объединения в Орловский муниципальный округ.